# Ahsha Rolle
Ahsha Rolle (Miami Shores, 21 maart 1985) is een voormalig tennisspeelster uit de Verenigde Staten van Amerika. Rolle begon met tennis toen zij negen jaar oud was. Haar favoriete ondergrond is gras. Zij speelt rechtshandig en heeft een enkelhandige backhand. In 2001 speelde zij haar eerste ITF-toernooi.
Enkelspel – Rolle won drie titels op het ITF-circuit. Haar beste resultaat op de WTA-toernooien is het bereiken van de derde ronde, op het toernooi van Indian Wells in 2007. Haar beste resultaat op de grandslamtoernooien is het bereiken van de derde ronde, op het US Open in 2007. Haar hoogste notering op de WTA-ranglijst is de 82e plaats, die zij bereikte in september 2007.
Dubbelspel – Rolle won tien titels op het ITF-circuit. Haar beste resultaat op de WTA-toernooien is het bereiken van de halve finale, eenmaal in Tasjkent in 2009 met Monica Niculescu en andermaal in Kopenhagen in 2011 met Alexa Glatch aan haar zijde. Haar beste resultaat op de grandslamtoernooien is het bereiken van de tweede ronde, op het US Open in 2005. Haar hoogste notering op de WTA-ranglijst is de 111e plaats, die zij bereikte in oktober 2011.
Tennis in teamverband – In 2008 had Rolle een eenmalig optreden in de Fed Cup – tijdens de halve finale van Wereldgroep I tegen Rusland won zij van Jelena Vesnina, nadat zij de vorige dag had verloren van Svetlana Koeznetsova. De Russinnen wonnen het dubbelspel-rubber waardoor deelname aan de finale aan de Amerikaanse dames voorbij ging.
Vanwege aanhoudende blessures trok Rolle zich in 2013 terug uit het beroepstennis, 28 jaar oud.

## Posities op deWTA-ranglijst
Positie per einde seizoen:
| jaar | ranking enkelspel | ranking dubbelspel |
| ---- | ----------------- | ------------------ |
| 2001 | 904               | 944                |
| 2002 | 821               | 647                |
| 2003 | 652               | 540                |
| 2004 | 369               | 261                |
| 2005 | 175               | 149                |
| 2006 | 129               | 158                |
| 2007 | 116               | 362                |
| 2008 | 215               | 377                |
| 2009 | 392               | 143                |
| 2010 | 282               | 167                |
| 2011 | 290               | 123                |
| 2012 | 724               | 711                |

## Resultaten grandslamtoernooien
| Legenda | Legenda                          |
| ------- | -------------------------------- |
| g.t.    | geen toernooi gehouden           |
| l.c.    | lagere categorie                 |
| –       | niet deelgenomen                 |
| G       | uitgeschakeld in de groepsfase   |
| 1R      | uitgeschakeld in de eerste ronde |
| 2R      | uitgeschakeld in de tweede ronde |
| 3R      | uitgeschakeld in de derde ronde  |
| 4R      | uitgeschakeld in de vierde ronde |
| KF      | uitgeschakeld in de kwartfinale  |
| HF      | uitgeschakeld in de halve finale |
| F       | de finale verloren               |
| W       | het toernooi gewonnen            |
| w-v     | winst/verlies-balans             |

### Enkelspel
| Toernooi        | 2006 | 2007 | 2008 |
| --------------- | ---- | ---- | ---- |
| Australian Open | –    | 1R   | –    |
| Roland Garros   | –    | –    | –    |
| Wimbledon       | –    | –    | –    |
| US Open         | 1R   | 3R   | 1R   |

### Vrouwendubbelspel
| Toernooi        | 2005 | 2006 | 2007 | 2008 | 2009 |    | 2011 |
| --------------- | ---- | ---- | ---- | ---- | ---- | -- | ---- |
| Australian Open | –    | –    | –    | –    | –    | –  |      |
| Roland Garros   | –    | –    | –    | –    | –    | –  |      |
| Wimbledon       | –    | 1R   | –    | –    | –    | –  |      |
| US Open         | 2R   | 1R   | 1R   | 1R   | 1R   | 1R |      |